# 증거확보체포구금부대

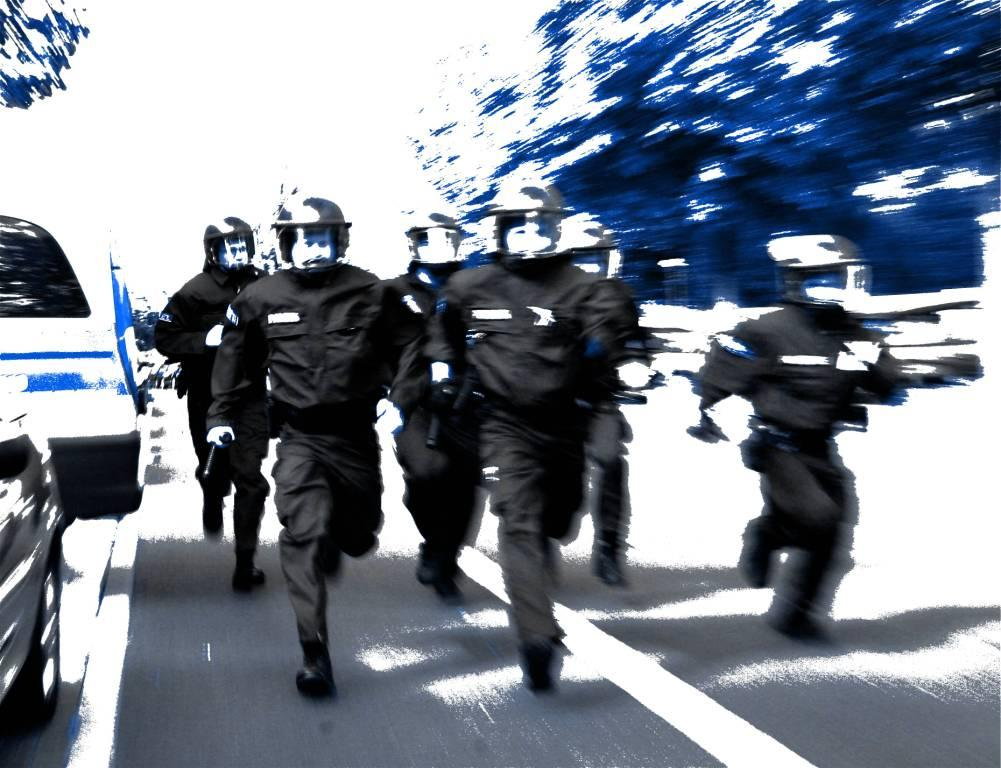

증거확보체포구금부대(독일어: Beweissicherungs- und Festnahmeeinheiten; BFHu 베바이시헤룽스 운트 페슈트나흐마인하이텐[*])는 독일의 지방경찰 및 연방경찰의 기동부대다.
1987년 프랑크푸르트 공항 확장공사 반대 시위를 진압하던 도중 경관 두 명이 사망하는 사건이 벌어진 뒤 창설되었다. BFHu는 대개 각 지역의 상비경찰 산하에 존재하며, 각 주마다 상세한 조직 구성은 차이가 있을 수 있다.